# Муравйов Олександр Миколайович
Муравйов Олександр Миколайович (10 жовтня 1792 — 18 грудня 1863) — полковник у відставці Гвардійського Генерального штабу, учасник франко-російської війни 1812 року, масон, декабрист, засновник Союзу спасіння.

## Біографія
Батько — Муравйов Микола Миколайович (15 вепесня 1768 — 20 серпня 1840), генерал-майор, суспільний діяч, засновник Московського навчального закладу для колонновожатих, мати — Мордвінова Олександра Михайлівна (1770 — 1809).
Виховувався вдома. До служби вступив зі студентів Московського університету колонновожатим в 1810 році. 14.09.1810 — підпоручник, з призначенням знаходитися при виправленні докладної карти Росії, з осені 1810 по січень 1811 року перебував на зйомках місцевості у Волинській та Київській губернії. Учасник франко-російської війни 1812 року (Бородіно, Тарутине, Малий Ярославець, Вязьма) та закордонних походів руської армії. 1813 — поручник, 1814 — переведений у Гв. Генеральний штаб, капітан; 1816 — полковник, начальник штабу гвардійського загону під час перебування гвардії в Москві в 1817 — 1818 роках. Заарештований за наказом імператора Олександра I за несправність унтер-офіцерів на хрещенському параді 6 січня 1818 року. На знак протесту подав у відставку і звільнений від служби 7 жовтня 1818 року.
Масон, член ложі «Єлизавети до доброчесності» (1810), в 1814 прийнятий до ложі у Франції, з 1816 року член ложі «Трьох чеснот», з серпня 1818 — майстер цієї ложі.
Засновник Союзу спасіння, член Військової суспільства і Союзу благоденства до травня 1819 року (член Корінного ради, деякий час керував Московської управою). У 1819 році — розкаявся і віддалився від товариства і нічого про подальшу діяльність декабристів не знав. Арештований в с. Ботово Волоколамського повіту 8 січня 1826року. 14 січня доставлений до Петропавловської фортеці. На суді тримався стримано, провини не заперечував. Засуджений по 6 розряду і по конфірмації 10 липня 1826 року засланий до Сибіру без позбавлення чинів і дворянства.
Важке матеріальне становище змусило Муравйова вступити на цивільну службу. Він був іркутським городничим, виконував обов'язки губернатора в Тобольську, в 1837 призначений цивільним архангельським губернатотом. Муравйов прагнув допомагати дружинам декабристів, боровся проти хабарництва і свавілля чиновників, виступав на підтримку справедливих вимог селян, за що і був звільнений. Після клопотання зарахований до Міністерства внутрішніх справ. Виконував доручення щодо ревізії низки губерній.
З 1848 — статський радник.
В травні 1851 року за його проханням знову зарахований на військову службу і перейменований в полковника Генерального штабу. Брав участь у Кримській війні.
У 1856, коли всі декабристи були амністовані, був призначений Нижньогородським військовим губернатором. Він активно підтримав ідею скасування кріпосного права і брав активну участь у підготовці визволення селян. Належав до лівого крила ліберального дворянства.
У 1861 призначений сенатором з переведенням до Москви.
Помер у Москві, похований на цвинтарі Новодівочого монастиря.

## Твори
Мемуарист. Залишив після себе цікаві «Записки». Опубліковані тільки в 1955 році, вони являють собою цінне джерело знань про діячів і події 1810—1812 років.

## Нагороди
- Орден святої Анни 4 ступеня
- Золота шпага за хоробрість
- Орден святого Володимира 4 ступеня з бантом
- Орден святої Анни 2 ступеня
- Прусський орден За заслуги
- Кульмський хрест
- Баварський орден Максиміліана
- Австрійський орден Леопольда